# إليك كروفت
إليك كروفت (بالإنجليزية: Alec Croft)‏ هو لاعب كرة قدم بريطاني، ولد في 17 يونيو 1937 في تشستر في المملكة المتحدة. لعب مع نادي بانغور سيتي ونادي تشستر سيتي.